# Delegati dal Colorado al Congresso degli Stati Uniti d'America

Distretti del Colorado dal 2023

Sin dall'ammissione all'Unione come stato, avvenuta nel 1876, il Colorado è rappresentato al Congresso degli Stati Uniti da una delegazione al Senato e alla Camera dei rappresentanti. Ogni stato elegge due senatori con mandati di sei anni, a prescindere dalla popolazione dello stato; quelli del Colorado appartengono alle classi 2 e 3. Elegge inoltre ogni due anni un numero di rappresentanti alla Camera in numero proporzionale alla popolazione; attualmente lo stato è rappresentato alla Camera da 8 delegati, eletti con il sistema first-past-the-post in distretti uninominali. Nel corso della sua esistenza come stato, il Colorado ha visto la rappresentanza alla Camera variare da un minimo di 1 ad un massimo di 8 deputati; l'attuale numero di 8 rappresenta il massimo è in vigore dal 2023, per effetto del censimento del 2020 che ha fatto aumentare di un'unità la rappresentanza.

## Camera dei rappresentanti

### Delegati attuali
La delegazione alla camera dei rappresentanti ha un totale di 8 membri in carica, 4 repubblicani e 4 democratici.
| Distretto | Rappresentante     | Partito      | CPVI (2025) | Inizio mandato | Mappa del distretto |
| --------- | ------------------ | ------------ | ----------- | -------------- | ------------------- |
| 1°        | Diana DeGette      | Democratico  | D+29        | 3 gennaio 1997 |                     |
| 2°        | Joe Neguse         | Democratico  | D+20        | 3 gennaio 2019 |                     |
| 3°        | Jeff Hurd          | Repubblicano | R+5         | 3 gennaio 2025 |                     |
| 4°        | Lauren Boebert     | Repubblicano | R+9         | 3 gennaio 2025 |                     |
| 5°        | Jeff Crank         | Repubblicano | R+5         | 3 gennaio 2025 |                     |
| 6°        | Jason Crow         | Democratico  | D+11        | 3 gennaio 2019 |                     |
| 7°        | Brittany Pettersen | Democratico  | D+8         | 3 gennaio 2023 |                     |
| 8°        | Gabe Evans         | Repubblicano | EVEN        | 3 gennaio 2025 |                     |

## Senato degli Stati Uniti d'America
| Senatore                 | Congresso         | Senatore                    |
| Classe 2                 | Congresso         | Classe 3                    |
| ------------------------ | ----------------- | --------------------------- |
| Henry M. Teller (R)      | 44 (1876-1877)    | Jerome B. Chaffee (R)       |
| Henry M. Teller (R)      | 45 (1877-1879)    | Jerome B. Chaffee (R)       |
| Henry M. Teller (R)      | 46 (1879-1881)    | Nathaniel P. Hill (R)       |
| Henry M. Teller (R)      | 47 (1881-1883)    | Nathaniel P. Hill (R)       |
| George M. Chilcott (R)   |                   | Nathaniel P. Hill (R)       |
| Horace Tabor (R)         |                   | Nathaniel P. Hill (R)       |
| Thomas M. Bowen (R)      | 48 (1883-1885)    | Nathaniel P. Hill (R)       |
| Thomas M. Bowen (R)      | 49 (1885-1887)    | Henry M. Teller (R)         |
| Thomas M. Bowen (R)      | 50 (1887-1889)    | Henry M. Teller (R)         |
| Edward O. Wolcott (R)    | 51 (1889-1891)    | Henry M. Teller (R)         |
| Edward O. Wolcott (R)    | 52 (1891-1893)    | Henry M. Teller (R)         |
| Edward O. Wolcott (R)    | 53 (1893-1895)    | Henry M. Teller (R)         |
| Edward O. Wolcott (R)    | 54 (1895-1897)    | Henry M. Teller (R)         |
| Edward O. Wolcott (R)    | 55 (1897-1899)    | Henry M. Teller (R)         |
| Edward O. Wolcott (R)    | 56 (1899-1901)    | Henry M. Teller (R)         |
| Thomas M. Patterson (D)  | 57 (1901-1903)    | Henry M. Teller (R)         |
| Thomas M. Patterson (D)  | 58 (1903-1905)    | Henry M. Teller (D)         |
| Thomas M. Patterson (D)  | 59 (1905-1907)    | Henry M. Teller (D)         |
| Simon Guggenheim (R)     | 60 (1907-1909)    | Henry M. Teller (D)         |
| Simon Guggenheim (R)     | 61 (1909-1911)    | Charles J. Hughes, Jr. (D)  |
| Simon Guggenheim (R)     | 62 (1911-1913)    | Vacante                     |
| John F. Shafroth (D)     | 63 (1913-1915)    | Charles S. Thomas (R)       |
| John F. Shafroth (D)     | 64 (1915-1917)    | Charles S. Thomas (R)       |
| John F. Shafroth (D)     | 65 (1917-1919)    | Charles S. Thomas (R)       |
| Lawrence C. Phipps (R)   | 66 (1919-1921)    | Charles S. Thomas (R)       |
| Lawrence C. Phipps (R)   | 67 (1921-1923)    | Samuel D. Nicholson (R)     |
| Lawrence C. Phipps (R)   | 68 (1923-1925)    | Samuel D. Nicholson (R)     |
| Lawrence C. Phipps (R)   | Alva B. Adams (D) |                             |
| Lawrence C. Phipps (R)   | 69 (1925-1927)    | Rice W. Means (R)           |
| Lawrence C. Phipps (R)   | 70 (1927-1929)    | Charles W. Waterman (R)     |
| Lawrence C. Phipps (R)   | 71 (1929-1931)    | Charles W. Waterman (R)     |
| Edward P. Costigan (D)   | 72 (1931-1933)    | Charles W. Waterman (R)     |
| Edward P. Costigan (D)   | 72 (1931-1933)    | Walter Walker (D)           |
| Edward P. Costigan (D)   | 72 (1931-1933)    | Karl C. Schuyler (R)        |
| Edward P. Costigan (D)   | 73 (1933-1935)    | Alva B. Adams (D)           |
| Edward P. Costigan (D)   | 74 (1935-1937)    | Alva B. Adams (D)           |
| Edwin C. Johnson (D)     | 75 (1937-1939)    | Alva B. Adams (D)           |
| Edwin C. Johnson (D)     | 76 (1939-1941)    | Alva B. Adams (D)           |
| Edwin C. Johnson (D)     | 77 (1941-1943)    | Alva B. Adams (D)           |
| Edwin C. Johnson (D)     | 78 (1943-1945)    | Eugene Millikin (R)         |
| Edwin C. Johnson (D)     | 79 (1945-1947)    | Eugene Millikin (R)         |
| Edwin C. Johnson (D)     | 80 (1947-1949)    | Eugene Millikin (R)         |
| Edwin C. Johnson (D)     | 81 (1949-1951)    | Eugene Millikin (R)         |
| Edwin C. Johnson (D)     | 82 (1951-1953)    | Eugene Millikin (R)         |
| Edwin C. Johnson (D)     | 83 (1953-1955)    | Eugene Millikin (R)         |
| Gordon L. Allott (R)     | 84 (1955-1957)    | Eugene Millikin (R)         |
| Gordon L. Allott (R)     | 85 (1957-1959)    | John A. Carroll (D)         |
| Gordon L. Allott (R)     | 86 (1959-1961)    | John A. Carroll (D)         |
| Gordon L. Allott (R)     | 87 (1961-1963)    | John A. Carroll (D)         |
| Gordon L. Allott (R)     | 88 (1963-1965)    | Peter H. Dominick (R)       |
| Gordon L. Allott (R)     | 89 (1965-1967)    | Peter H. Dominick (R)       |
| Gordon L. Allott (R)     | 90 (1967-1969)    | Peter H. Dominick (R)       |
| Gordon L. Allott (R)     | 91 (1969-1971)    | Peter H. Dominick (R)       |
| Gordon L. Allott (R)     | 92 (1971-1973)    | Peter H. Dominick (R)       |
| Floyd K. Haskell (D)     | 93 (1973-1975)    | Peter H. Dominick (R)       |
| Floyd K. Haskell (D)     | 94 (1975-1977)    | Gary Hart (D)               |
| Floyd K. Haskell (D)     | 95 (1977-1979)    | Gary Hart (D)               |
| William L. Armstrong (R) | 96 (1979-1981)    | Gary Hart (D)               |
| William L. Armstrong (R) | 97 (1981-1983)    | Gary Hart (D)               |
| William L. Armstrong (R) | 98 (1983-1985)    | Gary Hart (D)               |
| William L. Armstrong (R) | 99 (1985-1987)    | Gary Hart (D)               |
| William L. Armstrong (R) | 100 (1987-1989)   | Tim Wirth (D)               |
| William L. Armstrong (R) | 101 (1989-1991)   | Tim Wirth (D)               |
| Hank Brown (R)           | 102 (1991-1993)   | Tim Wirth (D)               |
| Hank Brown (R)           | 103 (1993-1995)   | Ben Nighthorse Campbell (D) |
| Hank Brown (R)           | 104 (1995-1997)   | Ben Nighthorse Campbell (R) |
| Wayne Allard (R)         | 105 (1997-1999)   | Ben Nighthorse Campbell (R) |
| Wayne Allard (R)         | 106 (1999-2001)   | Ben Nighthorse Campbell (R) |
| Wayne Allard (R)         | 107 (2001-2003)   | Ben Nighthorse Campbell (R) |
| Wayne Allard (R)         | 108 (2003-2005)   | Ben Nighthorse Campbell (R) |
| Wayne Allard (R)         | 109 (2005-2007)   | Ken Salazar (D)             |
| Wayne Allard (R)         | 110 (2007-2009)   | Ken Salazar (D)             |
| Mark Udall (D)           | 111 (2009-2011)   | Ken Salazar (D)             |
| Mark Udall (D)           | 111 (2009-2011)   | Michael Bennet (D)          |
| Mark Udall (D)           | 112 (2011-2013)   |                             |
| Mark Udall (D)           | 113 (2013-2015)   |                             |
| Cory Gardner (R)         | 114 (2015-2017)   |                             |
| Cory Gardner (R)         | 115 (2017-2019)   |                             |
| Cory Gardner (R)         | 116 (2019-2021)   |                             |
| John Hickenlooper (D)    | 117 (2021-2023)   |                             |
| John Hickenlooper (D)    | 118 (2023-2025)   |                             |
| John Hickenlooper (D)    | 119 (2025-2027)   |                             |